# 福维尔 (摩泽尔省)
福维尔（法語：Foville，法語發音：[fɔvil]）是法国摩泽尔省的一个市镇，位于该省西南部，属于梅斯区。

## 地理
福维尔（48°54'56"N, 6°19'24"E）面积3.45 平方千米，位于法国大東部大區摩泽尔省，该省份为法国东北部内陆省份，是洛林的一部分，西南接默尔特-摩泽尔省，东临下莱茵省，北与卢森堡和德国接壤。
与福维尔接壤的市镇（或旧市镇、城区）包括：泰泽圣马尔坦、阿兰库尔拉科特、瑞维尔、利奥库尔、蒙舍、维尔蒙。

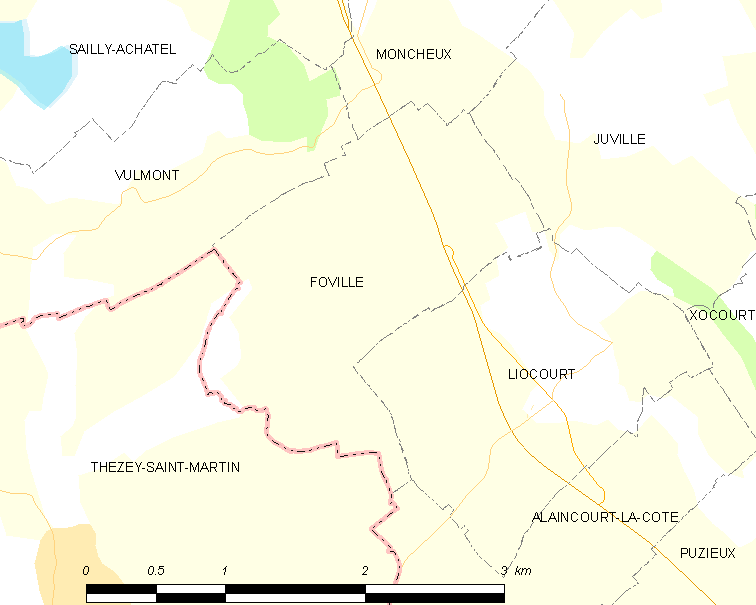
的OSM定位图

福维尔的时区为UTC+01:00、UTC+02:00（夏令时）。

## 行政
福维尔的邮政编码为57420，INSEE市镇编码为57231。

## 政治
福维尔所属的省级选区为索努瓦县。

## 人口

1962-2008年间人口变化图示

福维尔于2022年1月1日时的人口数量为103人。